# Independent Albums

Logo de Billboard (2013)

La lista Independent Albums (anteriormente titulada Top Independent Albums) clasifica los álbumes de música independiente y las reproducciones extendidas (EP) más vendidas en los Estados Unidos, según la compilación de Nielsen SoundScan y la publicación semanal de la revista Billboard. Se utiliza para listar artistas que no han firmado con grandes sellos discográficos. Las clasificaciones se compilan a partir de las ventas en puntos de venta obtenidas por Nielsen y de las descargas de música legal de una serie de tiendas de música en línea. El gráfico comenzó en la semana del 2 de diciembre de 2000. 
Las 25 primeras posiciones se publican a través del sitio web de Billboard, con más posiciones en las listas disponibles a través de una suscripción de pago a Billboard.biz. Al igual que con todas las listas de Billboard, los álbumes que aparecen en la relación Independiente también pueden aparecer simultáneamente en Billboard 200, la lista principal publicada basada únicamente en las ventas, así como en cualquiera de las otras listas de Billboard. Además, los títulos de álbumes exclusivos que solo se venden a través de sitios minoristas individuales también pueden incluirse en la lista, siguiendo una política de listas revisada hecha pública el 7 de noviembre de 2007. 
El primer número uno de la lista fue Who Let the Dogs Out de Baha Men,  que pasó a encabezar la lista de fin de año de 2001.

## Álbumes independientes más vendidos por año
Desde 2002, Billboard.biz ha publicado anualmente una lista de fin de año de los 50 álbumes independientes más vendidos. Billboard también anunció de forma independiente el álbum más vendido de 2001. Lil Jon & the East Side Boyz han encabezado esta lista tres veces desde sus inicios, dos veces con su álbum de 2002 Kings of Crunk.
- 2001 (véase 2001 en música ): Baha Men - Who Let the Dogs Out
- 2002 (véase 2002 en música ): Mannheim Steamroller - Christmas Extraordinaire
- 2003 (véase 2003 en música ): Lil Jon & the East Side Boyz - Kings of Crunk
- 2004 (véase 2004 en música ): Lil Jon & the East Side Boyz - Kings of Crunk
- 2005 (véase 2005 en música ): Lil Jon & the East Side Boyz - Crunk Juice
- 2006 (véase 2006 en música ): Little Big Town - The Road to Here
- 2007 (véase 2007 en música ): Varios artistas - Hairspray
- 2008 (véase 2008 en música ): The Eagles - Long Road out of Eden
- 2009 (véase 2009 en música ): Jason Aldean - Wide Open
- 2010 (véase 2010 en música ): Jason Aldean - Wide Open
- 2011 (véase 2011 en música ): Jason Aldean - My Kinda Party
- 2012 (véase 2012 en música ): Mumford & Sons - Babel
- 2013 (véase 2013 en música ): Mumford & Sons - Babel
- 2014 (véase 2014 en música ): Garth Brooks - Blame It All on My Roots: Five Decades of Influences
- 2015 (véase 2015 en música ): Jason Aldean - Old Boots, New Dirt
- 2016 (véase 2016 en música ): Radiohead - A Moon Shaped Pool
- 2017 (véase 2017 en música ): Metallica - Hardwired... to Self-Destruct
- 2018 (véase 2018 en música ): Jason Aldean - Rearview Town
- 2019 (véase 2019 en música ): BTS - Mapa del alma: Persona
- 2020 (véase 2020 en música ): Bad Bunny – YHLQMDLG [1]
- 2021 (véase 2021 en música ): Bad Bunny – El Último Tour Del Mundo [2]
- 2022 (véase 2022 en música ): Bad Bunny – Un Verano Sin Ti [3]
- 2023 (véase 2023 en música ): Bad Bunny – Un Verano Sin Ti
- 2024 (véase 2024 en música ): Bad Bunny – Nadie sabe lo que va a pasar mañana